# Volo KLM 867
 Il 15 dicembre 1989, il volo KLM 867, in rotta da Amsterdam, Paesi Bassi, a Tokyo, Giappone, fu costretto a effettuare un atterraggio di emergenza all'aeroporto internazionale di Anchorage, Alaska, quando tutti e quattro i motori si guastarono. Il Boeing 747-400 versione combi, registrato PH-BFC e avente meno di sei mesi, volò attraverso una fitta nuvola di cenere vulcanica fuoriuscita dal Monte Redoubt, eruttato il giorno prima.

## L'incidente
Tutti e quattro i motori smisero di funzionare, lasciando attivi solo i sistemi critici alimentati dall'energia elettrica di backup. Un rapporto spiega che il guasto fu provocato dalla trasformazione della cenere in un rivestimento di vetro; questo ingannò i sensori di temperatura e portò allo spegnimento automatico di tutti e quattro i motori per salvaguardarli da un danneggiamento che, in realtà, non sarebbe mai avvenuto.
Quando anche tutti i quattro generatori principali si spensero a causa del guasto ai motori, si verificò un'interruzione momentanea della potenza, di conseguenza gli strumenti di volo passarono all'energia di standby. Tale tipo di alimentazione, sul 747-400, è fornita da due batterie e due inverter. Il capitano eseguì la procedura di riavvio dei motori, che le prime volte fallì, e la ripeté fino alla completa riaccensione. Durante alcuni tentativi, quando uno o più motori (ma non tutti) ripresero momentaneamente a funzionare, il generatore principale si riaccese e si rispense. Queste continue fasi di accensione e spegnimento causarono ripetuti trasferimenti di potenza tra il generatore principale e quello di standby. Il temporaneo oscuramento degli strumenti di volo diede l'impressione che anche il generatore di backup non stesse funzionando.

### Trascrizione delle comunicazioni
Le seguenti trasmissioni hanno avuto luogo tra il centro di controllo di Anchorage, la struttura di controllo del traffico aereo per quella regione, e il volo KLM 867:
Pilota: KLM 867 heavy sta raggiungendo il livello 250 con rotta 140
Anchorage Center: Okay, hai una buona visuale sulla nuvola di cenere in questo momento?
Pilota: Sì, è nuvoloso, potrebbe essere cenere. È solo un po' più marrone di una nuvola normale.
Pilota: Adesso dobbiamo virare a sinistra: al momento c'è un po' di fumo nel cockpit, signore.
Anchorage Center: KLM 867 heavy, roger, sinistra a tua discrezione.
Pilota: Stiamo salendo al livello 390, siamo in una nuvola nera, direzione 130.
Pilota: KLM 867 tutti i motori si sono spenti, stiamo scendendo!
Anchorage Center: KLM 867 heavy, Anchorage?
Pilota: KLM 867 heavy, stiamo scendendo: siamo in caduta!
Pilota: KLM 867, abbiamo bisogno di tutta l'assistenza che lei ha, signore. Vettori radar, per favore!

## Recupero e conseguenze

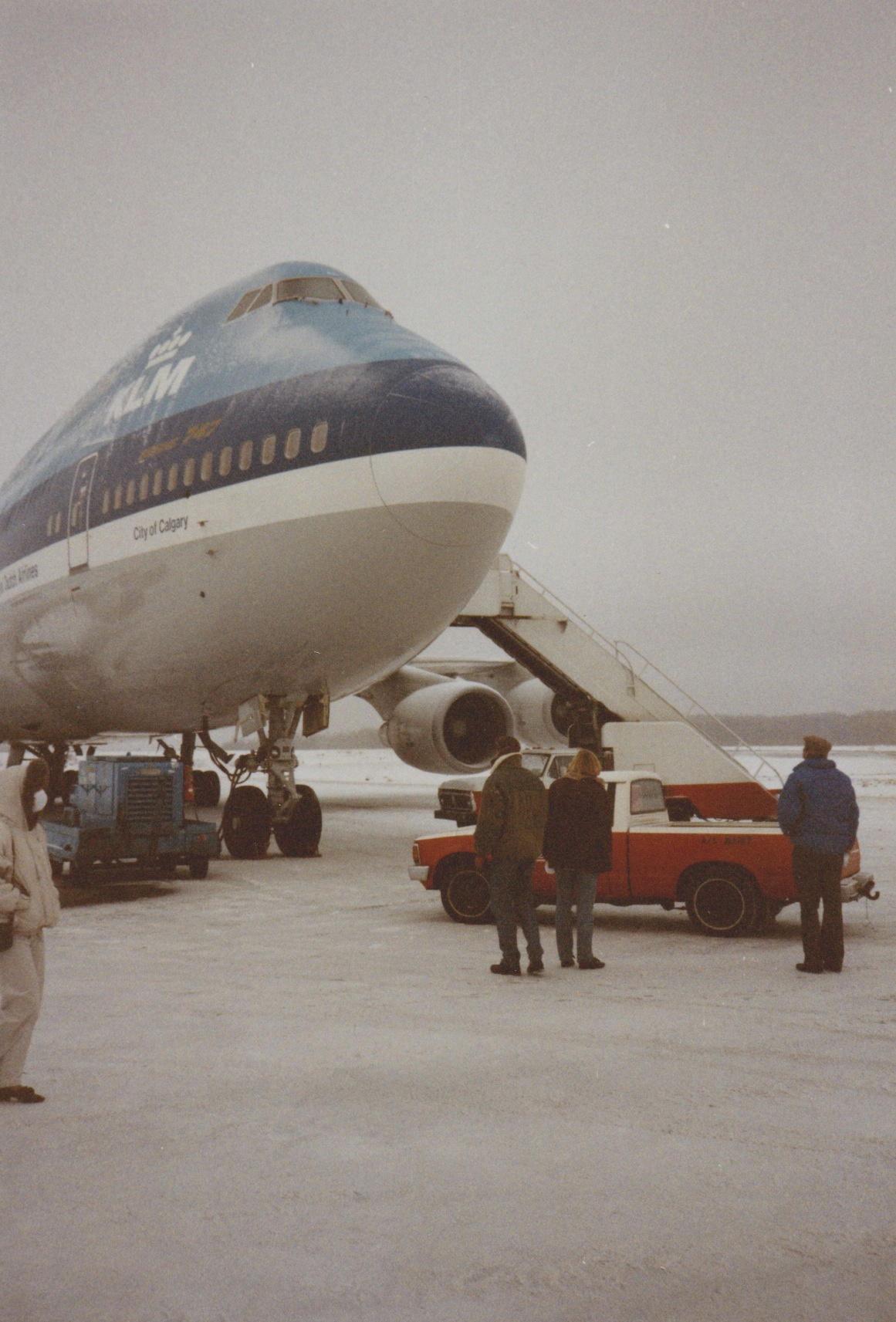
L'equipaggio del volo KLM 867, fuori dal 747, durante le indagini sui danni causati dalla nuvola di cenere

Dopo essere scesi per oltre 14 000 piedi (4 300 m), l'equipaggio riuscì a riavviare i motori e fece atterrare in sicurezza l'aereo. La cenere causò più di 80 milioni di dollari di danni al velivolo e richiese la sostituzione di tutti e quattro i motori. Non ci furono né vittime né feriti. Una spedizione a bordo con 25 uccelli africani, due genette e 25 tartarughe fu lasciata in un magazzino di Anchorage; prima che venisse scoperta, morirono otto uccelli e tre tartarughe.
KLM continua a operare sulla rotta Amsterdam-Tokyo con il numero di volo 861, che è ora un volo diretto in direzione est con un Boeing 777. Il numero 867 è ora utilizzato per i voli tra Amsterdam e Osaka.
Il Boeing 747-400 coinvolto nell'incidente, dopo le riparazioni, è rimasto in servizio con KLM fino al suo ritiro dalla flotta il 14 marzo 2018.

## Incidenti simili
Un incidente quasi identico avvenne il 24 giugno 1982: il volo British Airways 9 da Londra ad Auckland, mentre si trovava in rotta tra Kuala Lumpur e Perth, nell'Australia occidentale, volò in una nuvola di cenere vulcanica. Questa, fuoriuscita dopo l'eruzione del Galunggung, causò il guasto e lo spegnimento di tutti e quattro i motori per lo stallo dei compressori. I piloti furono dirottati a Giacarta, uscirono dalla nuvola di cenere, riavviarono i motori (tre su quattro) e atterrarono in sicurezza.